# Björndalstjärnen (Färnebo socken, Värmland)
Björndalstjärnen är en sjö i Filipstads kommun i Värmland och ingår i Göta älvs huvudavrinningsområde. Sjön har en area på 0,0962 kvadratkilometer och ligger 259,5 meter över havet.

## Delavrinningsområde
Björndalstjärnen ingår i det delavrinningsområde (663736-140219) som SMHI kallar för Vid mätstation Nordmark 2. Medelhöjden är 245 meter över havet och ytan är 60,13 kvadratkilometer. Räknas de 17 avrinningsområdena uppströms in blir den ackumulerade arean 160,7 kvadratkilometer. Timsälven (Nordmarksälven) som avvattnar avrinningsområdet har biflödesordning 3, vilket innebär att vattnet flödar genom totalt 3 vattendrag innan det når havet efter 372 kilometer. Avrinningsområdet består mestadels av skog (85 procent). Avrinningsområdet har 0,55 kvadratkilometer vattenytor vilket ger det en sjöprocent på 0,9 procent.